# ایستگاه گینزا
ایستگاه گینزا (به لاتین: Ginza Station) یک ایستگاه قطار و ایستگاه مترو در ژاپن است که در گینزا واقع شده‌است.